# Bekmurod Oltiboev
Bekmurod Oltiboev (nascido em 17 de junho de 1996) é um judoca uzbeque. Nos Jogos Asiáticos de 2018, realizados em Jacarta, Indonésia, ele ganhou uma das medalhas de bronze no evento masculino +100 kg.
Nos Jogos Mundiais Militares de 2019, realizados em Wuhan, na China, ele conquistou a medalha de prata no evento masculino +100 kg.
Nos Jogos de Solidariedade Islâmica 2017, realizados em Baku, no Azerbaijão, ele ganhou uma das medalhas de bronze no evento masculino +100 kg. Em 2021, ele competiu no evento masculino +100 kg no Campeonato Mundial de Judô em Budapeste, na Hungria. Ele também competiu no evento masculino de +100 kg nos Jogos Olímpicos de Verão de 2020, realizados em Tóquio, no Japão.